# Trochalopteron elliotii
El charlatán de Elliot (Trochalopteron elliotii) es una especie de ave paseriforme de la familia Leiothrichidae propia de China central y el extremo nororiental de la India.

## Distribución y hábitat
Se encuentra únicamente en las montañas situadas al este de la meseta tibetana, distribuido por el interior de China y el extremo nororiental de la India.